# Goretti Sanmartín Rei
Goretti Sanmartín Rei   (A Estrada, 6 de juliol de 1964) és una filòloga, escriptora i política gallega. És l'actual alcaldessa de Santiago de Compostel·la.
Llicenciada i doctorada en filologia gallegoportuguesa, és professora titular de Filologia Gallega a la Universitat de la Corunya. En la seva recerca posa èmfasi en la formació del gallec literari durant el segle xix i l'època de les Irmandades da Fala.
Va dirigir el Servei de Normalització Lingüística de la Universitat de la Corunya entre el 2004 i el 2006. Va ser designada acadèmica corresponent de la Real Academia Galega el 2012. Es dedica en aquest sentit a l'assessorament en sociolingüística per a fer recuperar àmbits a la llengua gallega. A més, forma part de la Revista Galega de Filoloxía.
En la faceta d'escriptora, ha confeccionat quatre assaigs i ha participat en diverses obres col·lectives. De fet, gràcies a una d'aquestes va rebre el XIX Premi Literari Ánxel Fole.
En l'àmbit polític, el 2012 va ser designada líder del Bloc Nacionalista Gallec a Compostel·la. Els anys següents, també va ser la secretària d'Implantació i Estratègia Municipal del partit. En les eleccions municipals del 2015, com a segona en la llista del partit, va resultar regidora. Després del pacte de govern entre el Partit dels Socialistes de Galícia i el BNG a la Diputació Provincial de La Corunya, va esdevenir vicepresidenta i portaveu de l'ens provincial. Més endavant, en les eleccions municipals del 2019, va encapçalar la llista i va renovar així la posició a l'Ajuntament de Santiago de Compostel·la. Aquell any va renunciar als càrrecs de què encara disposava a la diputació provincial. Finalment, en les eleccions municipals del 2023, va repetir com a cap de llista del Bloc Nacionalista Gallec per a la ciutat de Santiago de Compostel·la. Així doncs, el 17 de juny es va convertir en l'alcaldessa de Santiago i simultàniament en la primera dona al càrrec.

## Obra

### Individual
- Lendo nas marxes. Lingua e compromiso nos paratextos (1863-1936), 2002.
- Os (pre)textos galegos (1863-1936), 2002, Sotelo Blanco.
- Nos camiños do entusiasmo, 2009, Xerais.
- Consideracións sobre a decadencia e a rehabilitación da lingua galega. Homenaxe a Manuel García Blanco, 2012, Universidade da Coruña.

### Com a editora
- O Teatro de Xan da Cova: La Galiciana e María Pita, 2002, Universidade da Coruña.
- A Virxe do Cristal. Lenda de Curros Enríquez axeitada para a ópera, de Ramón Cabanillas, 2002, Universidade da Coruña.

### Obres col·lectives
- A lingua literaria galega no século XIX, 2005, Universidade da Coruña.
- Criterios para o uso da lingua, 2006, Universidade da Coruña.
- Nicomedes Pastor Díaz, unha existencia exemplar, de Ramón Villar Ponte, 2006, Fundación Caixa Galicia.
- Textos filosófico-políticos de Ramón Vilar Ponte. Volume I, 2006, Deputación de Lugo.
- Sobre a calidade da nosa lingua, 2007, Universidade da Coruña.
- Lingua e futuro, 2010, Laiovento.
- Unha outra guía para a intervención lingüística, 2011, Universidade da Coruña.
- Modelos de lingua e compromiso, 2014, Baía.